# Pelusium
Pelusium var en betydningsfuld by længst mod øst i det egyptiske Nildelta 30 km sydøst for vore dages Port Said  Byen var en romersk provinshovedstad og sæde for et stift.

## Placering
Pelusium lå mellem kysten og marskområderne ved Nildeltaet, omkring 4 km fra havet. Havnen sandede til allerede i det 1. århundrede f.Kr., og kysten ligger nu så langt fra bygrænsen, at byen selv i det 3. århundrede var mindst 6 km fra Middelhavet.
Den vigtigste afgrøde i området var hør og linum Pelusiacum (Plinius Naturhistorie xix. 1. s. 3) var både rigelig og af en meget fin kvalitet. Pelusium var også kendt for at være en tidlig producent af øl, kendt som den pelusiske drik. Pelusium var en grænsefæstning, et sted med stor styrke ved grænsen og beskyttede Egypten i forhold til Syrien og havet. Fra sin position var den således direkte udsat for angreb fra enhver, der ville invadere Egypten. Byen blev ofte belejret, og der blev udkæmpet vigtige slag omkring dens mure.

## Navne
Pelusium var den østligste større by i Nedre Egypten og lå ved den østligste arm af Nilen, Ostium Pelusiacum, som gav den sit navn. Det romerske navn "Pelusium" blev afledt af det græske navn, og det kom fra en oversættelse af det egyptiske. Byen var kendt som Sena og Per-amun (ægyptisk), Paramoun (koptisk) i betydningen hus eller tempel for solguden Amon, Pelousion (græsk, Πηλούσιον), Sin (kaldæisk og hebræisk), Seyân (aramæisk) og Tell el-Farama (moderne egyptisk arabisk). Det var Sin i det Gamle Testamente (Ezekiels bog 30.15); og dette ord såvel som dets egyptiske udgave, Peremoun eller Peromi, og det græske (πήλος) betegner en by i sumpen eller mudderet (cf. omi, koptisk, "mudder").

## Historie
De nedenstående er de mest bemærkelsesværdige begivenheder i Pelusiums historie:
- Sennacherib, konge af Assyrien, 720-715 f.Kr. rykkede fra Kongeriget Judæa mod Pelusium, men trak sig tilbage uden kamp fra dets mure (Esajas bog, 31.8; Herodot ii. 141 ; Strabo xiii. p. 604). Hans tilbagetrækning blev tilskrevet Hephaestos gunst overfor Sethos, hans præst. Om natten, mens assyrerne sov, gnavede en flok markmus deres buestrenge og skjoldstropper over, assyrerne flygtede, og mange af dem blev dræbt under flugten af egypterne. Herodot så i templet for Hephaestos i Memphis, en beretning om denne egyptiske sejr, m.a.o. en statue af Sethos, som holder en mus i sin hånd. Historien bygger formentlig på det faktum, at i den egyptiske symbolisme betød musen ødelæggelse. (Sammenlign med Horapolis Hieroglyph. i. 50; Claudius Aelianus, De Natura Animalium vi. 41.)
- Det afgørende slag, som overførte magten i Egypten fra faraoerne til Kambyses 2., persernes konge, blev udkæmpet nær Pelusium i 525 f.Kr. Markerne omkring byen var oversået med knogler fra de kæmpende, da Herodot besøgte stedet. Han bemærkede, at de egyptiske kranier kunne kendes fra persernes ved, at de var hårdere, et faktum, han hævdede, blev bekræftet af mumierne. Han tilskrev dette til, at egypterne barberede deres hoveder fra barnsben, mens perserne dækkede deres til med klæde. (Herodot ii. 10, seq.); men ifølge legenden faldt Pelusium uden kamp, ved at angriberne drev katte (som var hellige for den lokale gudinde Bastet) foran sig. Da Kambyses straks rykkede frem til Memphis, overgav Pelusium sig formentlig straks efter slaget. (Polyaen. Stratag. vii. 9.)
- I 373 f.Kr. dukkede Pharnabazus, satrap af Frygien, og Iphicrates, lederen af de athenske lejesoldater op ved Pelusium, men trak sig tilbage uden at angribe byen, Nectanebos, kongen af Egypten, havde forbedret dens befæstninger ved at oversvømme det omkringliggende land og blokere de sejlbare kanaler af Nilen med diger. (Diodorus Siculus xv. 42; Nepos, Iphicr. c. 5.)
- Pelusium blev angrebet og erobret af perserne i 343 f.Kr. Byen havde på daværende tidspunkt en garnison på 5.000 græske lejesoldater under kommando af Philophron. I starten, på grund af hastværk blandt thebanerne i persisk tjeneste, havde forsvarerne fordelen, men den egyptiske konge Nectanebo 2. forsøgte for hastigt at komme i et egentligt slag, og hans tropper blev hakket i småstykker, og Pelusium overgav sig til den thebanske general Lacrates på ærefulde betingelser. (Diodorus Siculus xvi. 43.)
- I 333 f.Kr. åbnede Pelusium sine porte for Alexander den Store, som efterlod en garnison i byen under kommando af en af de officerer, som kaldtes kongens ledsagere. (Arrian, Exp. Alex. iii. 1, seq.; Quintus Curtius iv. 33.)
- I 173 f.Kr. besejrede Antiochus Epiphanes fuldstændig tropperne under Ptolemaios 6. Filometor ved Pelusiums mure. Han erobrede byen og beholdt den, efter at han havde trukket sig ud af det øvrige Egypten. (Polybius Legat. § 82; Hieronym. in Daniel. xi.) Ved det syriske kongeriges fald, hvis ikke før, kom Pelusium tilbage til Ptolemæerne.
- I 55 f.Kr. da det igen tilhørte Egypten, besejrede Marcus Antonius, som kavalerigeneral for den romerske prokonsul Gabinius, den egyptiske hær og gjorde sig selv til herre over byen. Ptolemeus Auletes, på hvis vegne romerne invaderede Egypten, ønskede nu at dræbe byens indbyggere, men det blev forhindret af Marcus Antonius. (Plut. Anton. c. 3; Valerius Max. ix. 1.)
- I 48 f.Kr. blev Pompeius myrdet i Pelusium.
- I 30 f.Kr. over et halvt år efter hans sejr i Søslaget ved Actium, dukkede Augustus op ved Pelusium, og blev lukket inden for murene af dens guvernør Seleucos.
- I 501 led Pelusium meget under den persiske invasion af Egypten (Eutychius, Annal.).
- I 541 blev blev Den justinianske Pest først rapporteret her og begyndte at sprede sig i det Østromerske rige.
- I 639 ydede Pelusium langstrakt, men i den sidste ende resultatløs modstand mod Amr ibn al-As. Som ved tidligere lejligheder var overgivelsen af nøglen til deltæt omtrent ensbetydende med underlæggelsen af selve Egypten.
- I ca. 870 omtales Pelusium som en vigtig havn i Radhanitternes handelsnetværk.
- I 1117 nedbrændte Balduin 1. af Jerusalem byen, men han døde kort tid efter af madforgiftning efter at have spist en tallerkenfuld lokale fisk.

Kalifferne, som regerede over Pelusium efter korstogene, vedligeholdt ikke havnene, og fra denne tid forsvandt Pelusium, som længe havde været i nedgang, næsten helt fra historien.

## Romerske militærveje
Af de seks militærveje, som blev bygget eller overtaget af romerne i Egypten, omtales de følgende i Itinerarium Antonini som forbundet med Pelusium:
- Fra Memphis til Pelusium. Denne vej forbandt den store vej fra Pselcis i Nubien til Babylon fæstningen overfor Memphis og fulgte den så langt som til Scenae Veteranorum. De to veje, dvs. den fra Pselcis til Scenae Veteranorum, som drejede af øst for for Heliopolis, og den fra Memphis til Pelusium, forbandt den sidstnævnte by med hovedstaden i Nedre Egypten, Trajans kanal og Arsinoe nær Suez.
- Fra Akko til Alexandria, løb langs Middelhavet fra Rafah til Pelusium.

## Kirkehistorie
Pelusium kaldes "Sin, Ægyptens Bolværk" i Bibelen (Ezekiels bog 30:15.)
Pelusium blev på et tidligt tidspunkt sæde for en kristen biskop. Dens biskop Dorotheus deltog i det Første koncil i Nikæa i 325. I 335 blev Marcus sendt i eksil på grund af hans støtte til Athanasius af Alexandria. Hans efterfølger Pancratius, en tilhænger af arianisme, deltog i det andet koncil i Sirmium i 351. Adskillige af de senere kendte biskopper af Pelusium blev også anset for kætterske af de ortodokse. Som hovedstad i den romerske provins Augustamnica Prima var Pelusium kirkeligt stiftsby for provinsen.
Pelusium er stadig stiftsby i Den Ortodokse Kirke.
Isidore af Pelusium (død ca. 450), som var født i Alexandria, blev en asket og bosatte sig ifølge traditionen på et bjerg i nærheden af Pelusium.
Pelusium optræder i dag i Den katolske kirke som en titulær stiftsby.